# Малишево (Ораховац)
Малишево (алб. Malishevë или Malisheva) је насељено место у Србији, у општини Ораховац. Административно припада Косову и Метохији, односно Призренском управном округу. Према попису из 2011. године било је 3.395 становника.

## Историја
Подручје Малишева је за време рата на Космету било једно од највећих упоришта Ослободилачке војске Косова. На том подручју су, поготово у лето 1998. године, бележене жестоке борбе између ОВК и тадашње Војске Југославије и српске полиције.
На основу одлуке УНМИК администрације 2000. године је формирана општина Малишево чији је општински центар Малишево.

## Становништво
Према попису из 1981. године Малишево је било насељено Албанцима.
| Етнички састав према попису из 1961.‍ | Етнички састав према попису из 1961.‍ | Етнички састав према попису из 1961.‍ | Етнички састав према попису из 1961.‍ | Етнички састав према попису из 1961.‍ |
| ------------------------------------ | ------------------------------------ | ------------------------------------ | ------------------------------------ | ------------------------------------ |
|                                      |                                      |                                      |                                      |                                      |
| Албанци                              | Албанци                              |                                      | 638                                  | 99,2%                                |
| Муслимани                            | Муслимани                            |                                      | 2                                    | 0,3%                                 |
| Црногорци                            | Црногорци                            |                                      | 1                                    | 0,1%                                 |
| Југословени                          | Југословени                          |                                      | 1                                    | 0,1%                                 |
| Укупно: 643                          |                                      |                                      |                                      |                                      |

| Етнички састав према попису из 1981.‍ | Етнички састав према попису из 1981.‍ | Етнички састав према попису из 1981.‍ | Етнички састав према попису из 1981.‍ | Етнички састав према попису из 1981.‍ |
| ------------------------------------ | ------------------------------------ | ------------------------------------ | ------------------------------------ | ------------------------------------ |
|                                      |                                      |                                      |                                      |                                      |
| Албанци                              | Албанци                              |                                      | 1.447                                | 100%                                 |
| Укупно: 1.447                        |                                      |                                      |                                      |                                      |

| Етнички састав према попису из 2011.‍ | Етнички састав према попису из 2011.‍ | Етнички састав према попису из 2011.‍ | Етнички састав према попису из 2011.‍ | Етнички састав према попису из 2011.‍ |
| ------------------------------------ | ------------------------------------ | ------------------------------------ | ------------------------------------ | ------------------------------------ |
|                                      |                                      |                                      |                                      |                                      |
| Албанци                              | Албанци                              |                                      | 3.375                                | 99,4%                                |
| Роми                                 | Роми                                 |                                      | 7                                    | 0,2%                                 |
| Укупно: 3.395                        |                                      |                                      |                                      |                                      |

Број становника на пописима:
|             | \| Демографија[5] \| Демографија[5] \| Демографија[5] \| \| Година \| Становника \| Становника \| \| -------------- \| -------------- \| -------------- \| \| 1948. \| 427 \| \| \| 1953. \| 486 \| \| \| 1961. \| 643 \| \| \| 1971. \| 1.097 \| \| \| 1981. \| 1.447 \| \| \| 1991. \| 2.656 \| \| |            |
| Демографија | |            |
| Година      | Становника | Становника |
| 1948.       | 427 |            |
| 1953.       | 486 |            |
| 1961.       | 643 |            |
| 1971.       | 1.097 |            |
| 1981.       | 1.447 |            |
| 1991.       | 2.656 |            |